# آتسكو آسانو
آتسكو آسانو (باليابانية: あさのあつこ)‏ (1954 في أوكاياما - ) روائية، وكاتِبة من اليابان.

## روابط خارجية
- آتسكو آسانو على موقع IMDb (الإنجليزية)
- آتسكو آسانو على موقع قاعدة بيانات الفيلم (الإنجليزية)
- آتسكو آسانو على موقع ANN person (الإنجليزية)